# Davidijordania yabei
'Davidijordania yabei' es una especie de peces de la familia de los Zoarcidae en el orden de los perciformes.

## Morfología
- Los machos pueden llegar a alcanzar los 15,7 cm de longitud total.
- Número de vèrtebres: 118-125.[1]

## Hábitat
Es un pez de mar y de aguas profundas que vive entre 2-80 m de profundidad.

## Distribución geográfica
Se encuentra en el Japón. 

## Observaciones
Es inofensivo para los humanos. 